# Aleksandrowo (powiat lipnowski)
Aleksandrowo – kolonia w Polsce położona w województwie kujawsko-pomorskim, w powiecie lipnowskim, w gminie Lipno.

## Podział administracyjny
W latach 1975–1998 kolonia należała administracyjnie do województwa włocławskiego.

## Demografia
Według Narodowego Spisu Powszechnego (III 2011 r.) kolonia liczyła 411 mieszkańców. Jest dziesiątą co do wielkości miejscowością gminy Lipno.